# Manuel Sales y Ferré

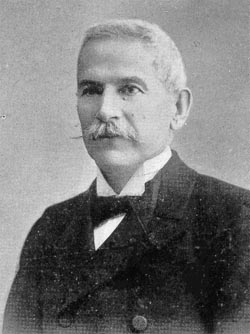
Manuel Sales y Ferré

Manuel Sales y Ferré, bzw. Manuel Sales i Ferré, (* 24. August 1843 in Ulldecona, Provinz Tarragona; † 10. Dezember 1910 in Vinaròs, Provinz Castellón) war ein spanischer Soziologe. Er hatte den ersten soziologischen Lehrstuhl in Spanien (Universität Complutense Madrid) inne und verfasste 1889 mit Sociología general die erste systematische Abhandlung über Soziologie in Spanien. Sie wurde 1912 posthum publiziert.
Sales y Ferré bemühte sich in streng positivistischer Manier darum, die Soziologie von ihren geschichtsphilosophischen Bestandteilen zu lösen. Nach seiner Meinung erhebt sich die Soziologie über die einzelnen historischen Tatsachen, um Gesetze des Gesellschaftlichen zu formulieren.